# Многоводне
Многово́дне (до 1948 року — Ермєні́-Бари́н, крим. Ermeni Barın) — село в Джанкойському районі Автономної Республіки Крим. Розташоване в центральній частині району, входить до складу Стальненської сільської ради. Населення — 641 особа за переписом 2001 року.

## Географія
Многоводне — село в північно-східній частині району, у степовому Криму. Село розташоване при впадінні в Сиваш річки Стальна. Висота над рівнем моря — 7 м. Сусідні села: Стальне (1 км на південь), Суміжне (1,7 км на захід), Перепілкине (1,5 км на північний захід), Рідне (2,5 км на південний схід). Відстань до райцентру — близько 15 кілометрів. Там же знаходиться найближча залізнична станція.

## Історія
Вперше Барин (вірменський) згадується у Списку населенних пунктів Кримської АРСР до Всесоюзного перепису населення 17 грудня 1926 року як село у складі Баринської (німецької) сільради Джанкойського району. Після утворення у 1935 році Колайського району (1944-го перейменований у Азовський) воно також було включене до його складу.
27 червня 1944 року, згідно з постановою ДКО від 2 червня 1944 року, кримські вірмени були депортовані у Середню Азію. 18 травня 1948 року указом Президії Верховної Ради РРФСР Барин вірменський був перейменований на село Артезіанське.
У грудні 1962 року указом Президії Верховної Ради УРСР Азовський район був скасований і село увійшло до Джанкойського району. В період з 1954 по 1968 рік село Артезіанське перейменоване у Многоводне.